# Afsaneh Bajegan

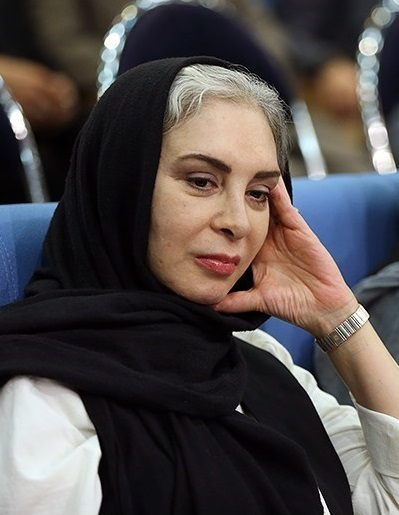
Afsaneh Bayegan, 2015

Afsaneh Bajegan (persisch افسانه بایگان; geb. am 16. Januar 1962 in Teheran) ist eine iranische Film- und Fernsehschauspielerin.

## Leben, Karriere
1976 belegte Bajegan den zweiten Platz beim Schönheitswettbewerb Miss Iran. Nach dem Abitur absolvierte sie die Schahid-Beheschti-Universität, Danach betätigte sie sich als Schauspielerin in Film und Fernsehen. Ihr erster Auftritt war im Kurzfilm Boogh or The Horn (1982) von Ali Reza Alinejad. Im Fernsehen wurde sie mit zwei Serien sehr populär – mit Sarbedaran (1984) von Mohammad Ali Najafi und mit Payamak Az Diar-e Baghi (2008) an der Seite von Mohammad Reza Sharifinia. Sarbedaran wurde, von IRIB-Kanal 1 ausgestrahlt, sogleich zu einem Erfolg. Sie spielte weiters in einer Vielzahl von Film- und Fernsehproduktionen, darunter auch die weibliche Hauptrolle in Super Étoile ou Une grande vedette (2008) der Regisseurin Tahmineh Milani.
Afsaneh Bajegan und ihre Kollegin Fatemeh Motamed-Aria nahmen 2023 in Teheran ohne Kopftuch an einer Veranstaltung zu Ehren eines Schauspielkollegen teil. Seither ermittelt die iranische Justiz gegen die beiden Schauspielerinnen. Ein Foto von Bajegans wurde tausendfach in sozialen Medien geteilt.